# Сыроежка лазоревая
Этим же названием нередко называют другой вид — Russula caerulea.
Сырое́жка лазо́ревая, или си́няя (лат. Rússula azúrea) — вид грибов, включённый в род Сыроежка (Russula) семейства Сыроежковые (Russulaceae).

## Описание
Шляпка достигает 3—10 см в диаметре, сначала выпуклая, затем уплощённая и вдавленная. Окраска аметистово-синяя или тёмно-лиловая, иногда сиреневая или оливково-синяя. Кожица снимается достаточно хорошо, с заметным сизоватым, иногда почти паутинистым налётом.
Пластинки довольно частые, у ножки часто ветвящиеся, переплетающиеся, узко-приросшие к ножке, чисто-белые.
Ножка сужающаяся кверху, выполненная, затем губчатая, белая, у молодых грибов бархатисто-опушённая подобно шляпке.
Мякоть крепкая, затем хрупкая, белая, без особого запаха, со сладковатым вкусом.
Споровый порошок белого цвета. Споры 8—12×7—9 мкм, яйцевидные, шиповатые, с неполной сеточкой. Пилеоцистиды отсутствуют.
Съедобна, обладает приятным негорьким вкусом.

## Экология
Вид широко распространён в хвойных лесах Евразии, образует микоризу с елью обыкновенной.

## Таксономия

### Синонимы
- Russula cinereoviolacea Allesch., 1886
- Russula inconspicua Velen., 1920